# Rapidum
Rapidum (łac. Diocesis Rapidensis) – stolica historycznej diecezji we Cesarstwie rzymskim w prowincji Mauretania Cezarensis, współcześnie kojarzona z miastem Masqueray, Sour-Djouab w Algierii.

## Biskupi tytularni
| Lp. | Biskup                 | Funkcja                                  | Od               | Do               |
| --- | ---------------------- | ---------------------------------------- | ---------------- | ---------------- |
| 1   | Raul Nicolau Gonsalves | biskup pomocniczy Goa i Damanu (Indie)   | 5 stycznia 1967  | 30 stycznia 1978 |
| 2   | Gyula Szakos           | biskup pomocniczy Székesfehérvár (Węgry) | 31 marca 1979    | 5 kwietnia 1982  |
| 3   | Mieczysław Jaworski    | biskup pomocniczy kielecki               | 7 maja 1982      | 19 sierpnia 2001 |
| 4   | Brian Finnigan         | biskup pomocniczy Brisbane (Australia)   | 31 stycznia 2002 |                  |